# Seiji Kubo
Seiji Kubo (jap. 久保 政二, Kubo Seiji; * 21. August 1973 in der Präfektur Ibaraki) ist ein ehemaliger japanischer Fußballspieler.

## Karriere
Kubo erlernte das Fußballspielen in der Schulmannschaft der Koga Daiichi High School. Seinen ersten Vertrag unterschrieb er 1992 bei Nagoya Grampus Eight. Der Verein spielte in der höchsten Liga des Landes, der J1 League. 1995 gewann er mit dem Verein den Kaiserpokal. Ende 1995 beendete er seine Karriere als Fußballspieler.

## Erfolge
Nagoya Grampus Eight
- Kaiserpokal

Sieger: 1995